# تامس کیلات

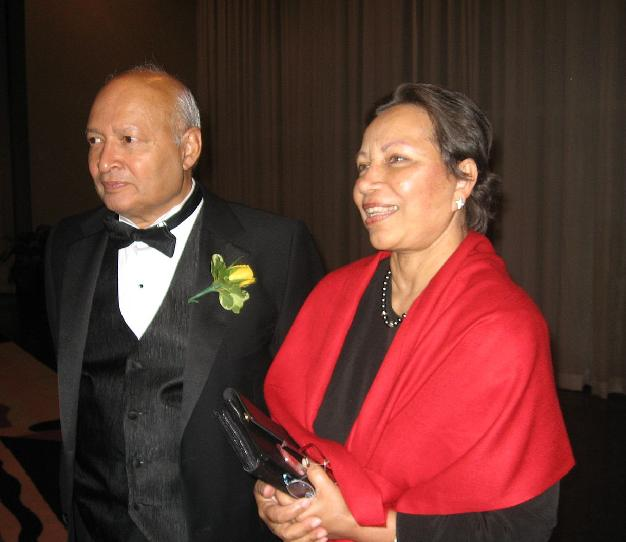
تامس کیلات و همسرش

تامس کیلات (به انگلیسی: Thmas Kailath) (متولد پونا، ۱۹۳۵) مهندس برق، نظریه اطلاعات دان، مهندس کنترل و کارآفرین هندی و استاد بازنشسته هیتاچی آمریکا در دانشگاه استنفورد است. پروفسور کایلات چندین کتاب نوشته از جمله کتاب مشهور سیستمهای خطی، که یکی از ارجاع شده‌ترین کتاب‌ها در حوزه خود است. او به عنوان یکی از ارجاع شده‌ترین پژوهشگران آی اس آی فهرست شده‌است.
او در یک خانواده مسیحی سوری مالایم زبان متولد شد. او لیسانس خود را از کالج مهندسی، پونا و پی اچ دی را از ام آی تی دریافت کرد. او در ۲۰۰۷ برنده مدال افتخار آی‌تریپل‌ئی شد.